# Emanuel Öz
Emanuel Öz, född 24 december 1979 i Spånga församling i Stockholms län, är en svensk advokat  och socialdemokratisk politiker. Han var ordinarie riksdagsledamot 2014–2018, invald för Stockholms kommuns valkrets.
Öz har assyrisk/syriansk bakgrund. Han avlade juristexamen (LL.M.) vid Stockholms universitet 2006. Han arbetade därefter som biträdande jurist, innan han blev advokat.